# Psalterium (bönbok)
Psalterium är en ofta rikt illustrerad bönbok innehållande bland annat Psaltaren.